# Mike Trout
Michael »Mike« Nelson Trout (znan tudi po vzdevku »The Millville Meteor« (»Millvillski meteor«)), ameriški bejzbolist, * 7. avgust 1991, Millville, New Jersey, ZDA.
Trout je poklicni igralec zunanjega polja in je trenutno član ekipe Los Angeles Angels of Anaheim, za katero je prvič nastopil leta 2011.
Že zelo kmalu po vstopu v poklicni bejzbol je bil ocenjen kot eden najobetavnejših igralcev. Ocenjevalci Baseball America so ga v njihovi objavi julija 2010 ocenili kot drugega najbolj obetavnega v športu.
Pred sezono 2011 ga je Keith Law, sodelavec televizijske hiše ESPN, označil kot najbolj obetavnega na njegovem seznamu 100 najbolj obetavnih mladih igralcev bejzbola.
 Jonathan Mayo, sodelavec lige MLB, je bil enakega mnenja pri objavi svojega seznama 50 najbolj obetavnih. Trout že zelo zgodaj v svoji karieri priteguje primerjave z legendami, kot sta Rickey Henderson in Mickey Mantle.

## Zgodnje življenje
Troutov oče, Jeff, je bil izbran v 5. krogu nabora lige MLB leta 1983 s strani ekipe Minnesota Twins. Trout je z bejzbolom začel zelo mlad, v t. i. Majhni ligi (Little League).

## Srednješolska kariera
Trout je obiskoval lokalno srednjo šolo v svojem rojstnem kraju. Začel je sicer kot bližnji zaustavljalec, a je v 4. letniku zamenjal položaj in začel igrati v zunanjem polju. Tistega leta je odbil 18 domačih tekov, kar je rekord srednjih šol v zvezni državi New Jersey.

## Univerzitetna kariera
Trout se je, po tem ko so mu ponudili štipendijo za igranje bejzbola, načelno zavezal k obiskovanju univerze East Carolina University. Kljub temu, da so ga skavti ekip na najvišji stopnji že ogledovali, ga niso jemali preveč resno, saj igralci iz njegove domače zvezne države, New Jersey, običajno ne igrajo bejzbola skozi celo leto, kot to recimo počnejo v toplejših zveznih državah, kot so Kalifornija, Teksas, Florida in Arizona.

## Poklicna kariera

### Nižje podružnice
Trout je bil izbran z 25. izborom 1. kroga nabora lige MLB leta 2009 s strani ekipe Los Angeles Angels of Anaheim. Svojo poklicno kariero je leta 2009 začel z ekipo Arizona Angels in v 39 tekmah in 187 odbijalskih nastopih imel odbijalsko povprečje 0,360, odbil domači tek, domov poslal 25 tekov in ukradel 13 baz. Sezono je končal na stopnji Class A v mestu Cedar Rapids, kjer je imel odbijalsko povprečje 0,267 v 20 odbijalskih nastopih na 5 tekmah.
Pred sezono 2010 je bil Trout ocenjen kot tretji najbolj obetaven igralec v organizaciji in 85. tovrsten v ZDA s strani ocenjevalcev Baseball America. Sezono je začel z ekipo Cedar Rapids, kjer je imel odbijalsko povprečje 0,362, 6 domačih tekov, 45 ukradenih baz in je na skupno 82 tekmah domov poslal 39 tekov. Zaradi prej omenjenih dosežkov je bil zasluženo imenovan na Tekmo vseh obetavnih mladeničev lige MLB. Po tekmi ga je klub povišal na stopnjo Class A-Advanced k ekipi Rancho Cucamonga Quakes 
Z prej omenjeno ekipo je sezono 2010 tudi zaključil in bil po koncu sezone imenovan kot prejemnik nagrade J.G. Taylor Spink Award kot Igralec leta nižjih podružnic. Pri rosnih 19 letih in 2 mesecih je postal najmlajši, ki mu je to uspelo. Baseball America ga je imenovala na svojo Postavo vseh zvezd stopnje Class-A.

### Liga MLB
Sezono 2011 je Trout začel v Arkansasu kot član ekipe Travelers na stopnji Class AA, a je bil 8. julija 2011 vpoklican v ligo MLB kot zamenjava za poškodovanega Petra Bourjosa na sredino zunanjega polja ekipe. V svojem prvem nastopu ni zabeležil udarca v polje. 24. julija je odbil svoj prvi domači tek na tekmi proti ekipi Baltimore Orioles. Dovolil ga mu je metalec Mark Worrell.
Po ponovnem obdobju z ekipo v Arkansasu je bil nato 19. avgusta vpoklican nazaj k ekipi na stopnji MLB, in v štirih odbijalskih nastopih dosegel 1 udarec v polje, ki je bil njegov prvi na domačem stadionu ekipe, »Stadionu Angelov« Angel Stadium.
Za svoje dosežke v sezoni 2011 je od 13-ih glasov, ki so bili oddani pri glasovanju za Igralca nižjih podružnic leta s strani USA Today, prejel 2 glasova, ki jih je prejel zaradi rezultatov ankete navijačev. Tovrstno nagrado pa si je le zaslužil po mnenju Baseball America.  Trout je leto 2011 zaključil z odbijalskim povprečjem 0,326, 11 domačimi teki, 82 lastnimi teki, 33 ukradenimi bazami, skupaj pa je v 91 tekmah domov poslal 38 tekov. Prav tako je bil imenovan na Ekipo vseh zvezd po mnenju Baseball America na položaju igralca zunanjega polja. Prav tako je najmlajši član ekipe Angels, ki mu je  na eni tekmi uspelo odbiti 2 domača teka.
Sezono 2012 je pričel na stopnji Triple-A v Salt Lakeu v Utahu, a je bil že 28. aprila vpoklican na ligo MLB kot zamenjava za ostarelega Bobbyja Abreuja, ki je v 24 odbijalskih nastopih imel odbijalsko povprečje 0,208, medtem ko je Trout v Salt Lakeu v 20 tekmah imel odbijalsko povprečje astronomskih 0,403. Resda je v 40 tekmah v Anaheimu odbijal s povprečjem 0,220, a je v delih 4 sezon v nižjih podružnicah zabeležil zavidljivo povprečje 0,342 z 108-imi ukradenimi bazami.